# Episodi di Thunder in Paradise
La prima ed unica stagione della serie televisiva Thunder in Paradise, composta da ventidue episodi, è stata trasmessa in prima visione assoluta negli Stati Uniti dal 25 marzo al 27 settembre 1994.
In Italia la stagione è stata trasmessa su Italia 1 dal 6 ottobre 1995.
| nº | Titolo originale                     | Titolo italiano                  | Prima TV USA      | Prima TV Italia |
| -- | ------------------------------------ | -------------------------------- | ----------------- | --------------- |
| 1  | Thunder in Paradise: Part 1          | Thunder in Paradise - 1º Parte   | 25 marzo 1994     | 6 ottobre 1995  |
| 2  | Thunder in Paradise: Part 2          | Thunder in Paradise - 2º Parte   | 25 marzo 1994     | 7 ottobre 1995  |
| 3  | Tug of War                           | Ritorno al passato               | 1º aprile 1994    |                 |
| 4  | Sea Quentin                          |                                  | 8 aprile 1994     |                 |
| 5  | Strange Bru                          | La cosa                          | 15 aprile 1994    |                 |
| 6  | Sealed with a Kismet: Part 1         | Il robot e la bambina - 1º Parte | 22 aprile 1994    |                 |
| 7  | Sealed with a Kismet: Part 2         | Il robot e la bambina - 2º Parte | 29 aprile 1994    |                 |
| 8  | Changing of the Guard                | Segreti di famiglia              | 6 maggio 1994     | 27 ottobre 1995 |
| 9  | Gettysburg Change of Address         | Il ritorno di Mowgli             | 13 maggio 1994    | 20 ottobre 1995 |
| 10 | Distant Shout of Thunder             |                                  | 20 maggio 1994    |                 |
| 11 | Nature of the Beast                  |                                  | 27 maggio 1994    |                 |
| 12 | Identity Crisis                      |                                  | 8 luglio 1994     |                 |
| 13 | Queen of Hearts                      |                                  | 15 luglio 1994    |                 |
| 14 | Plunder in Paradise                  |                                  | 22 luglio 1994    |                 |
| 15 | Eye for an Eye                       | An eye for an eye                | 26 agosto 1994    | 13 ottobre 1995 |
| 16 | Endangered Species                   |                                  | 9 settembre 1994  |                 |
| 17 | Deadly Lessons: Part 1               |                                  | 16 settembre 1994 |                 |
| 18 | Deadly Lessons: Part 2               |                                  | 23 settembre 1994 |                 |
| 19 | Blast Off                            |                                  | 6 novembre 1994   |                 |
| 20 | Dead Reckoning                       |                                  | 13 novembre 1994  |                 |
| 21 | The M.A.J.O.R. and the Minor: Part 1 |                                  | 20 novembre 1994  |                 |
| 22 | The M.A.J.O.R. and the Minor: Part 2 |                                  | 27 novembre 1994  |                 |